# Steigerwald

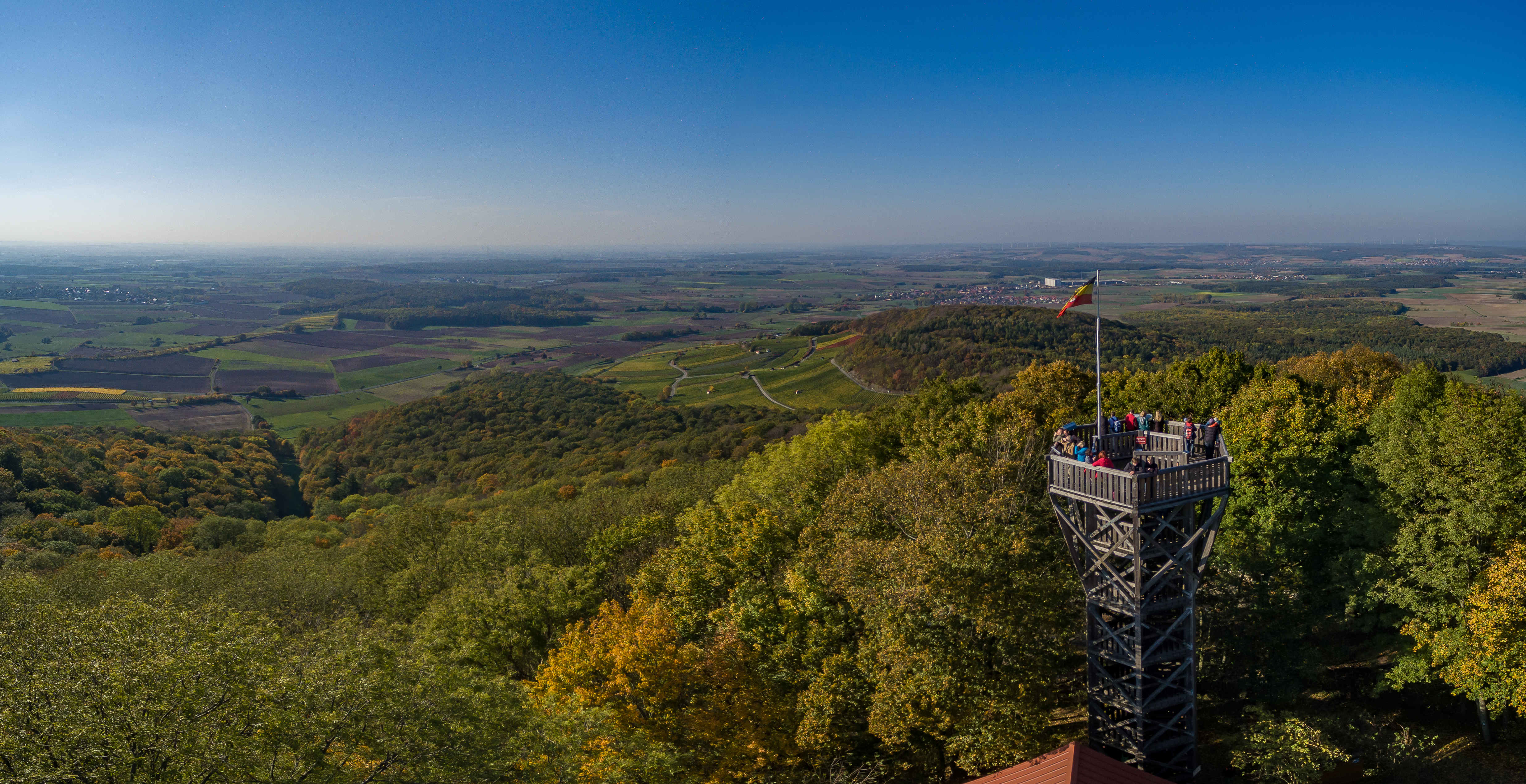
Utsikstornet på Zabelstein med vy mot slättlandet

Steigerwald är en bergstrakt i nordvästra Bayern i Tyskland. Den högsta toppen är Scheinberg med 498 meter över havet.
Traktens västra sida bildas av en kedja av ungefär 500 meter höga toppar som skiljer sig markant från det angränsande slättlandet. På östra sidan är höga toppar glest fördelade och höjden avtar mot Bamberg. Steigerwald är främst täckt av skog och den kallas därför Frankens grünes Herz (Frankens gröna hjärta). Bergstrakten bildar tillsammans med Haßberge och Frankenhöhe en geologisk enhet som heter Kauperbergland. På Steigerwalds norra sida skiljas bergstrakten av Mains dalgång från Haßberge. En sänka på södra sidan utgör gräns mot Frankenhöhe.
Regionen i bergstraktens nordvästra del är ett område för vinodling. Typisk för Steigerwald är den höga andelen av lövfällande träd. Ett annat kännetecken för traktens toppar är borgruiner fran medeltiden eller från förhistoriska försvarsanläggningar. Några exempel är Zabelstein, Stollberg, Knetzberg och Bullenheimer Berg.